# Nicola Rogers
Nicola SH Rogers FSA é uma arqueóloga britânica eleita pela Fellow da Society of Antiquaries of London em 12 de março de 2015. Publicou vários catálogos de pequenas descobertas, particularmente relacionados à arqueologia de York. Ela é membro do comité do CIFA Finds Group como parte do Chartered Institute for Archaeologists.

## Publicações seleccionadas
- Rogers, NSH 1993. Anglian and Other Finds from Fishergate (Archaeology of York 17/9). York, York Archaeological Trust.
- Mainman, AJ e Rogers, NSH 2000. Craft, Industry, and Everday Life: Finds from Anglo-Scandinavian York (Archaeology of York 17/14). York, York Archaeological Trust.
- Ottaway, P. e Rogers, N. 2002. Craft, Industry, and Everday Life: Finds from Medieval York (Archaeology of York 17/15). York, York Archaeological Trust.
- Kyriacou, C., Mee, F. e Rogers, NSH 2004. Treasures of York. Ashbourne: Marco